# Fura-greve

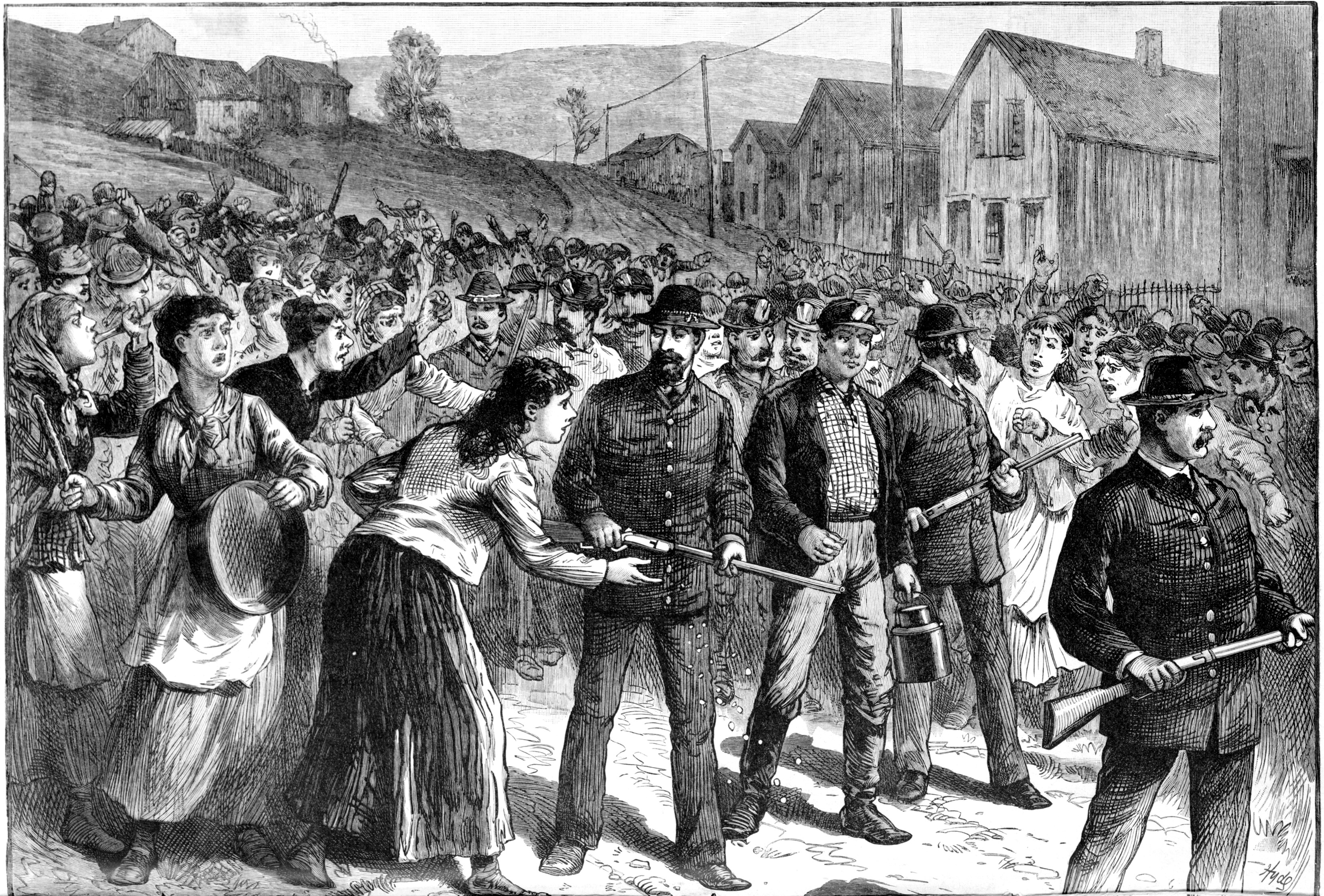
Agentes da empresa de segurança Pinkerton protegem fura-greves em Buchtel, Ohio, no ano de 1884

Fura-greves é um termo pejorativo utilizado para designar trabalhadores que aceitam trabalhar temporária ou permanentemente nos postos de trabalhadores paralisados, mobilizados em uma greve, contrariando a orientação do movimento dos trabalhadores organizados, sindicalizados ou não.
Este termo é geralmente empregado por outros trabalhadores que, em grande parte das vezes, consideram tal atitude pouco ética, denotando ausência de laços de solidariedade.
Muitos países, tal qual o Brasil, possuem leis que proíbem as empresas de contratar trabalhadores durante as paralisações com o intuito de servirem de fura-greves.